# أوساينو داربو
أوساينو داربو (مواليد 8 أغسطس 1948) هو محامي وسياسي غامبي شغل منصب نائب رئيس غامبيا من يونيو 2018 حتى مارس 2019.